# Pắc Ngà
Pắc Ngà là một xã thuộc huyện Bắc Yên, tỉnh Sơn La, Việt Nam.
Xã Pắc Ngà có diện tích 65,27 km², dân số năm 1999 là 4764 người, mật độ dân số đạt 73 người/km².